# Shirley Becke
Shirley Cameron Becke, OBE, QPM (Geburtsname: Shirley Jennings; * 29. April 1917 in Chiswick, London; † 25. Oktober 2011 in Chichester, West Sussex) war eine britische Polizistin, die eine Pionierin in der britischen Polizei war und als erste Frau in die Association of Chief Police Officers (ACPO) aufgenommen wurde, dem Verband der Führungsebene der Polizeien von England, Wales und Nordirland.

## Leben

### Studium und Eintritt in die Polizei
Shirley Jennings, Tochter eines Ingenieurs in der Gasindustrie, studierte nach dem Besuch der Ealing Grammar School an der Regent Street Polytechnic und erwarb an dieser als erste Frau die Qualifikation und Graduierung als Gasingenieurin. Als junge Frau arbeitete sie anschließend für die Gas Light and Coke Company, der späteren North Thames Gas Board.
Als während des Zweiten Weltkrieges zahlreiche jüngere männliche Polizeioffiziere zum Militärdienst in der British Army eingezogen waren, bewarb sie sich 1941 beim Metropolitan Police Service (MET). Da ihr die Polizeiarbeit lag, verblieb sie dort auch nach dem Ende des Zweiten Weltkrieges und war in der unmittelbaren Nachkriegszeit Mitarbeiterin des Criminal Investigation Department (CID) in West End Central, einer der schwierigsten Gegenden im Zuständigkeitsbereich der MET. Dabei war sie unter anderem mit strafrechtlichen Ermittlungen in Soho befasst und wurde 1952 zum Sergeant befördert. Während der Ermittlungen in einem Betrugsverfahren lernte sie den vereidigten Wirtschaftsprüfer Justice Becke kennen, den sie 1954 heiratete.

### Aufstieg in der Polizei und Mitglied der ACPO
Nach ihrer Beförderung zum Inspector 1957 wurde sie 1960 zum Superintendent ernannt und war als solche von 1966 bis 1973 als Nachfolgerin von Winifred Barker Leiterin der Fraueneinheit (A4) der MET.
1969 kam es zur Einleitung der Auflösung der separaten weiblichen Polizeieinheiten aufgrund der Gesetzgebung zur Lohngleichheit zwischen weiblichen und männlichen Polizisten. Dies hatte zur Folge, dass ab 1973 alle Polizistinnen in den allgemeinen Polizeidienst übernommen wurden, wenngleich dies nicht bedeutete, dass diesen die gleiche Akzeptanz entgegengebracht wurde, und der Kampf um Chancengleichheit noch lange währte.
Die Gründerinnen des weiblichen Polizeidienstes im Jahr 1914 waren Nina Boyle, eine militante Suffragette, sowie Margaret Damer Dawson, eine Aktivistin gegen die Sklaverei von Weißen. Die rekrutierten Polizistinnen mussten damals ledig oder verwitwet sein und waren gezwungen, den Polizeidienst nach der Eheschließung oder der Geburt eines Kindes zu verlassen.
Durch ihre Arbeit trug Shirley Becke maßgeblich zum Ansehen und einer weiteren Repräsentation weiblicher Polizisten in der britischen Polizei bei. So war sie die treibende Kraft hinter den Werbekampagnen zur Einstellung von Frauen in den 1960er Jahren und der Neugestaltung der Uniformen durch Normal Hartnell, den Modedesigner des britischen Königshauses.
1969 wurde sie in den Rang eines Commander befördert, was dazu führte, dass sie als erste Frau als Mitglied in die Association of Chief Police Officers (ACPO) aufgenommen wurde, dem Verband der Führungsebene der Polizeien von England, Wales und Nordirland. Zuletzt war sie von 1973 bis zu ihrem Eintritt in den Ruhestand 1974 Mitglied des Führungsstabes der MET. Für ihre Verdienste zur Anerkennung von Frauen bei der britischen Polizei wurde ihr 1972 die Queen’s Police Medal verliehen. 1974 erfolgte ihre Ernennung zum Offizier des Order of the British Empire.
Nach ihrem Eintritt in den Ruhestand war sie von 1974 bis 1979 als Londoner Regionaladministratorin für den Women’s Royal Voluntary Service (WRVS) sowie zugleich von 1976 bis 1983 als stellvertretende Vorsitzende des WRVS tätig.
Heute sind beinahe ein Viertel der Polizeioffiziere der MET weiblich und die fiktive DCI/Superintendent „Jane Tennison“ – die von Helen Mirren in der ITV-Fernsehserie Heißer Verdacht gespielt wurde und auf der wahren Ermittlerin Jackie Malton basiert – ist Teil der nationalen Landschaft. Malton, die ihren Dienst im Jahr von Beckes Ruhestand begann, sagte über Shirley Becke:
„Sie war eine riesige Inspiration. Sie wird immer noch sehr verehrt und sie erreichte alles mit großer Anmut und Würde, was von mir geschätzt wird.“ (‚She was a "huge inspiration. She is still very much revered and she achieved everything with great grace and dignity which I found admirable.‘).